# Замошшя (Людвиновська сільрада)
Замошшя (біл. вёска Замошша) — село в складі Вілейського району Мінської області, Білорусь. Село підпорядковане Людвиновській сільраді, розташоване в північній частині області.
До 28 травня 2013 року село входило до складу Стешицької сільської ради.